# San Rafael Petzal
San Rafael Petzal è un comune del Guatemala facente parte del dipartimento di Huehuetenango.